# 増六の和音

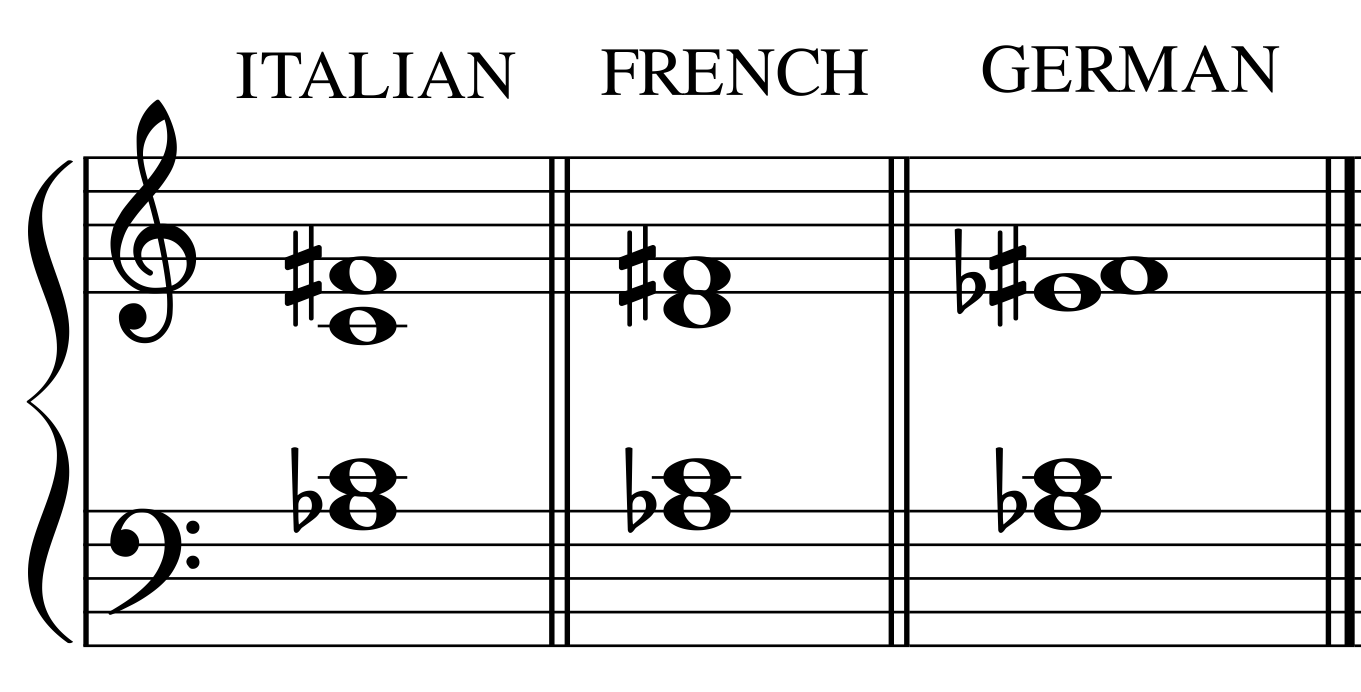
ハ長調およびハ短調の場合。左からイタリアの増六、フランスの増六、ドイツの増六

増六の和音（ぞうろくのわおん）は、ドッペルドミナントの第5音下方変位諸和音のうち、使用頻度の高い第2転回位置の和音の総称で、イタリアの増六、フランスの増六、ドイツの増六がある。これらのヨーロッパの各国に因んでつけられた名前は、その正確な由来については音楽学者の意見が一致していない。
増六度の音程は、異名同音で言えば短七度と同じだが、和声の機能としては異なる。すなわち二つの増六度の構成音は導音・下行導音として、開く形で1オクターブ(完全8度)に向かう強い推進力を持っている。増六の和音は主に18世紀後半のウィーン古典派の作品などに頻繁に見られる。

## 増六度
増六度は、典型的には下方変位したⅵ度音♭（ハ長調であれば変イ）と上方変位したⅳ度音♯（ハ長調であれば嬰ヘ）の2音の間隔のことをいう。下方変位したⅵ度音♭はドッペルドミナントの下方変位した第5音、上方変位したⅳ度音♯はドッペルドミナントの第3音であり、標準的な声部連結では、この後に属和音または属七の和音が直接的または間接的に続き、両方の音がⅴ度音（属音、ハ長調であればト）に解決される。であるから当然に短七度（♭と♭の間隔）と異名同音では表記されず、増六度と表記される。
 Play

## 種類

### イタリアの増六
Play
イタリアの増六（It+6、It6）は、外見的にはiv6 の六度音を♭に、四度音を ♯ に変形したものであるが、第5音が下方変位したドッペルドミナント七の和音 (-♯-♭-) の第2転回位置 (♭---♯) の根音を省略したものである。増六の和音の中は唯一3音から構成される和音であり、が重複している。

### フランスの増六
Play
フランスの増六（Fr+6 または Fr4
3）は、イタリアの増六と似ているが、 が追加され、第5音が下方変位したドッペルドミナント七の和音 (-♯-♭-) の第2転回位置 (♭---♯) の完全型となる。フランスの増六の構成音は結果的には平均律による異名同音で全音音階に含まれるが、オクターヴを等分割した全音音階とは意味が異なる。

### ドイツの増六
Play
ドイツの増六（Ger+6 または Ger6
5）もイタリアの増六と似ているが、♭ が追加されている。第5音が下方変位したドッペルドミナント九の和音 (-♯-♭--♭) の第2転回位置 (♭---♭-♯) の根音を省略したものである。♭→と♭→の間に生じる平行5度を回避するためには、属和音類との間に主和音の第2転回位置を挟み、♭を保留または半音上行させへ導く、または♭をへ導き「フランスの増六」に変化させてから属和音類へ連結する、などの方法がある。ヴォルフガング・アマデウス・モーツァルトはこの平行5度を回避せずに多用したため「モーツァルト5度」と呼ばれるが、和声学または和声法の観点からは必ずしも歓迎されないグレーゾーンである。
ドイツの増六は、属七の和音と異名同音で同一であるが、上述のように結果論に過ぎない。♭VI7=♯V7: A♭, C, E♭, G♭